# 鹿児島県道56号隼人加治木線
鹿児島県道56号隼人加治木線（かごしまけんどう56ごう はやとかじきせん）は、鹿児島県霧島市から姶良市に至る県道（主要地方道）である。

## 概要
鹿児島市方面・霧島温泉郷方面から、鹿児島空港へのアクセス道路となっている。1903年（明治36年）の開業当時の姿を残す駅として注目を浴びているJR九州肥薩線 嘉例川駅の近くを通る。

### 路線データ
- 起点：鹿児島県霧島市隼人町嘉例川（国道223号交点）
- 終点：鹿児島県姶良市加治木町小山田（鹿児島県道55号栗野加治木線交点）

## 歴史
- 1993年（平成5年）5月11日 - 建設省から、県道隼人加治木線が隼人加治木線として主要地方道に指定される[2]。

## 路線状況

### 重複区間
- 国道504号（鹿児島県霧島市溝辺町麓 - 霧島市溝辺町麓・溝辺麓交差点）

### 道路施設
トンネル
- 嘉例川トンネル：延長175 m、1992年（平成4年）竣工、霧島市

## 地理

### 通過する自治体
- 霧島市
- 姶良市

### 交差する道路
| 交差する道路                                          | 市町村名 | 交差する場所   | 交差する場所 |
| ----------------------------------------------------- | -------- | -------------- | ------------ |
| 国道223号                                             | 霧島市   | 隼人町嘉例川   | 起点         |
| 鹿児島県道477号隼人溝辺線                             | 霧島市   | 隼人町嘉例川   |              |
| 国道504号 重複区間起点 鹿児島県道40号伊集院蒲生溝辺線 | 霧島市   | 溝辺町麓       |              |
| 国道504号 重複区間終点                                | 霧島市   | 溝辺町麓       | 溝辺麓交差点 |
| 鹿児島県道473号崎森隼人線                             | 霧島市   | 溝辺町崎森     | 馬立交差点   |
| 鹿児島県道55号栗野加治木線                            | 姶良市   | 加治木町小山田 | 終点         |

### 交差する鉄道
- 肥薩線

### 沿線
- JR九州肥薩線 嘉例川駅
- 鹿児島空港